# Albert Flóriánstadion
Het Albert Flóriánstadion was een voetbalstadion in het district Ferencváros van Boedapest, Hongarije, dat werd gebruikt door de Hongaarse topclub Ferencvárosi TC. Sinds december 2007 droeg het stadion de naam van ex-voetballer Flórián Albert, gedeeld topscorer bij het WK voetbal 1962 in Chili. Voorheen heette het complex Üllői Út.

## Geschiedenis
Hoewel het Stadion Albert Flórián op het eerste gezicht een bescheiden stadion was, werden er geregeld wedstrijden op Europees niveau gespeeld. De club is echter bekender om haar agressieve supporters dan om haar prestaties in Europees verband. Een voorbeeld hiervan is een incident tijdens een UEFA Cup-wedstrijd in 2004 tegen het Engelse Millwall FC, toen een supporter van laatstgenoemde club werd neergestoken.
Het stadion was jarenlang vernoemd naar de hoofdweg die langs de noordtribune loopt. Er konden 18.000 toeschouwers in, hetgeen aanzienlijk minder is dan de capaciteit van 38.000 waarvoor het in de jaren 40 een vergunning had gekregen. Dit is te wijten aan een ongeluk dat in 1947 in het Üllői út plaatsvond, toen tijdens de interland Hongarije-Oostenrijk delen van de houten tribunes instortten, omdat ze het gewicht van de toeschouwers niet konden dragen. Achteraf bleek dat er kaartjes waren verkocht op de zwarte markt, en dat er om die reden te veel supporters binnen waren gekomen. Tot ieders verbazing is er niemand bij dit ongeluk omgekomen en het is misschien nog verbazingwekkender dat de wedstrijd gewoon doorging. Het stadion werd vervolgens echter wel gesloten, en het zou nog 27 jaar duren, voordat Ferencváros er terugkeerde. De club trof een stadion aan met alleen zitplaatsen en een capaciteit die was teruggebracht tot 18.100 zitplaatsen. Het stadion was niet overdekt.
In 2013 werd het stadion gesloten en gesloopt en een jaar later opende op dezelfde plek de Groupama Arena. Ferencváros speelt er tegenwoordig haar thuiswedstrijden.

## Trivia
- Achter een van de doelen, bij het clubhuis, staat een standbeeld van een naakte man. Dit is ter herinnering aan dr. Ferenc Springer, de man die in 1899 de club heeft opgericht.